# Аксельссон, Туре
Туре Вильхельм Аксельссон (фин. Ture Wilhelm Axelsson; 3 июля 1921, Хельсинки — 2 августа 2012) — финский гребец-байдарочник, выступал за сборную Финляндии в конце 1940-х годов. Дважды бронзовый призёр летних Олимпийских игр в Лондоне, чемпион мира, многократный победитель и призёр регат национального значения. Также известен как спортивный функционер, член исполнительного совета Федерации каноэ Финляндии.

## Биография
Туре Аксельссон родился 3 июля 1921 года в Хельсинки.
Наибольшего успеха на взрослом международном уровне добился в сезоне 1948 года, когда попал в основной состав финской национальной сборной и благодаря череде удачных выступлений удостоился права защищать честь страны на летних Олимпийских играх в Лондоне. Стартовал в зачёте двухместных байдарок вместе с напарником Нильсом Бьёрклёфом на дистанциях 10000 и 1000 метров. На десяти километрах в гонке с раздельным стартом из пятнадцати экипажей (гребной канал Хенли не позволял дать старт одновременно пятнадцати экипажам, поэтому лодки стартовали с интервалом в 30 секунд) сумел занять третье место, пропустив вперёд только экипажи из Швеции и Норвегии, которые получили золото и серебро соответственно. На следующий день в состязаниях на километровой дистанции квалифицировался на предварительном этапе с первого места, однако в решающем финальном заезде вновь стал третьим и добавил в послужной список ещё одну бронзовую олимпийскую медаль — проиграл на финише экипажам из Швеции и Дании.
Став двукратным бронзовым олимпийским призёром, Аксельссон ещё в течение некоторого времени оставался в основном составе гребной команды Финляндии и продолжал принимать участие в крупнейших международных регатах. Так, в том же 1948 году он побывал на прошедшем в Лондоне чемпионате мира по гребле на гладкой воде и в паре с тем же Нильсом Бьёрклёфом одержал победу в программе двухместных экипажей на дистанции 500 метров. В общей сложности Туре Аксельссон 11 раз побеждал в зачёте финских национальных первенств в различных гребных дисциплинах.
После завершения карьеры профессионального спортсмена остался в гребле в качестве спортивного чиновника, в частности состоял в исполнительном совете Федерации каноэ Финляндии.